# Aerangis kotschyana
Aerangis kotschyana es una orquídea epífita originaria de África.

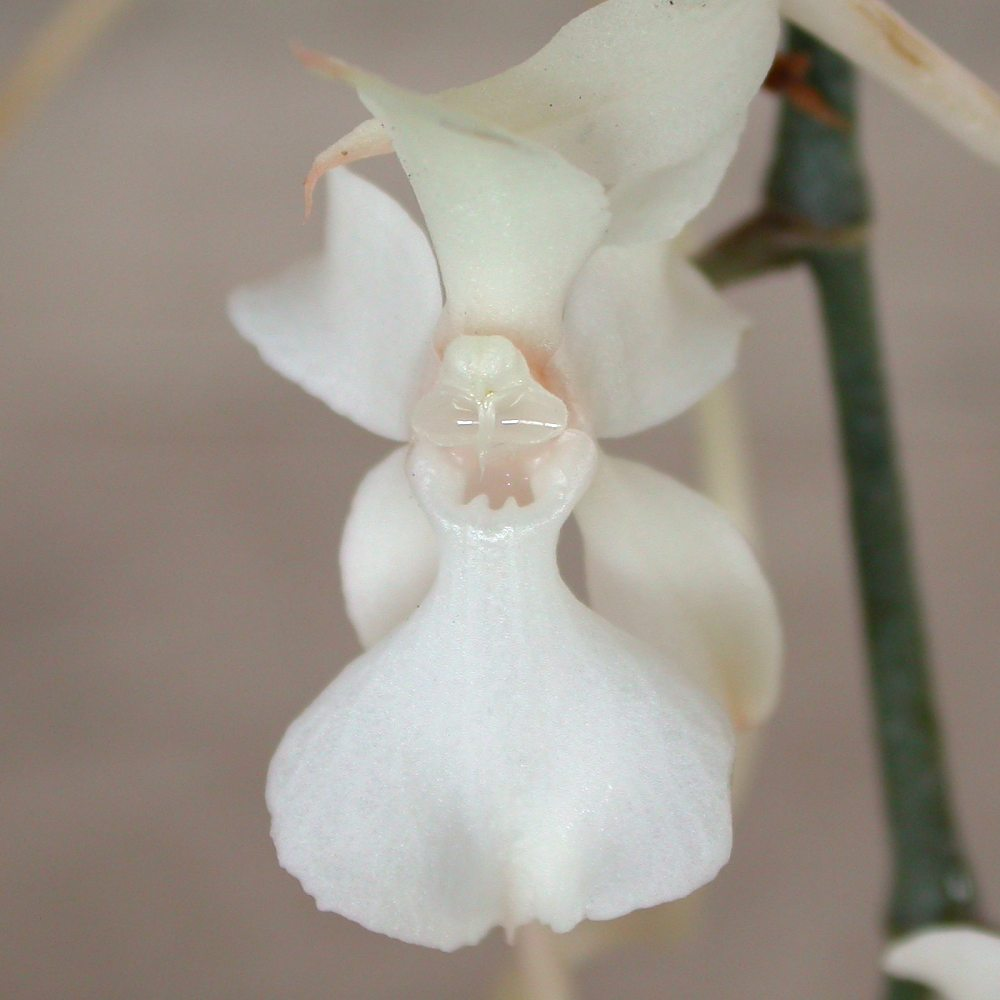
Detalle de la flor

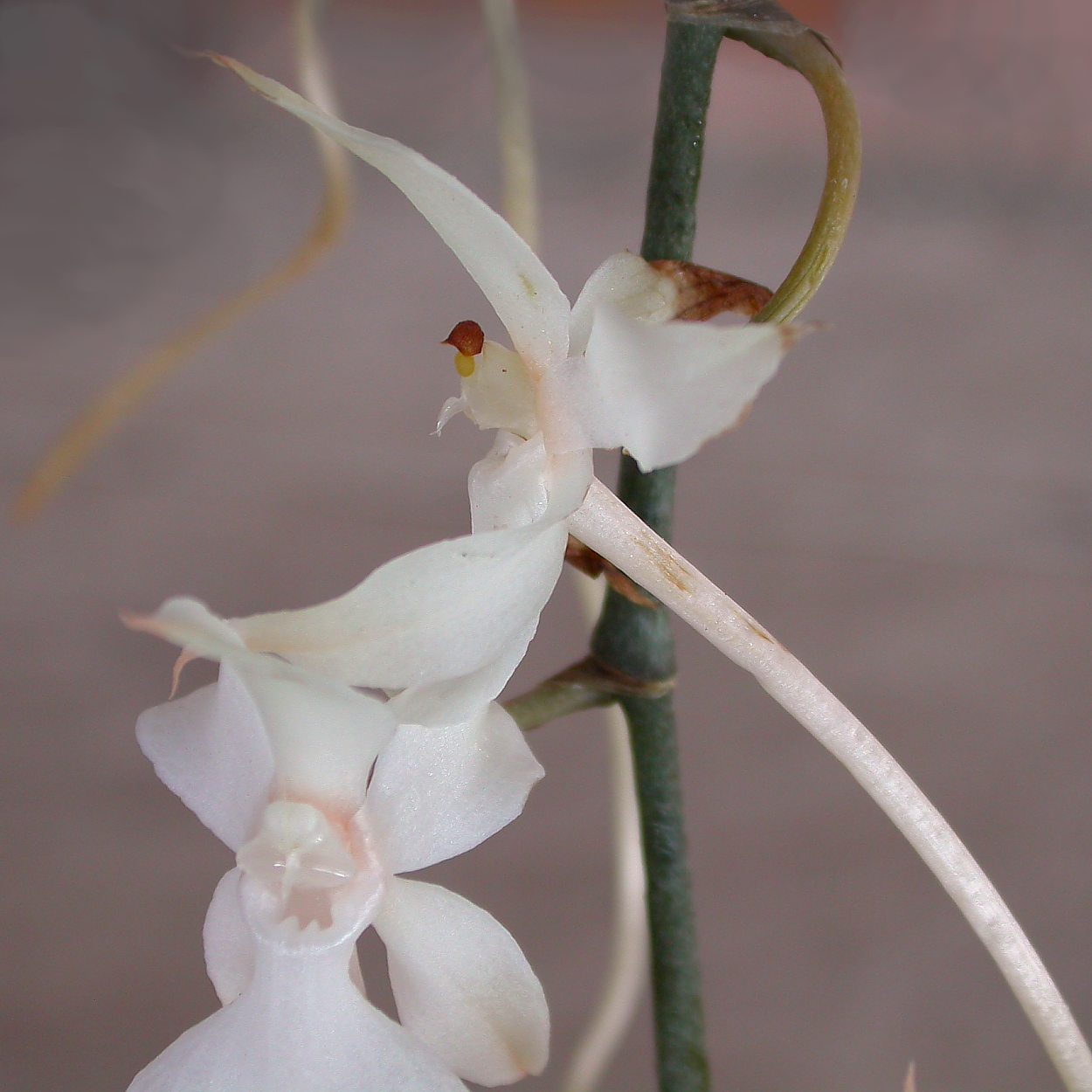
Inflorescencia

## Descripción
Es una planta mediana de tamaño que prefiere clima caliente a fresco, es epífita, con robustos tallos con varias hojas, obovadas a oblongas, coriáceas, amplias y ápice bi-lobulado de manera desigual, de color verde oscuro que a menudo se han moteado y con los  márgenes ondulados. Florece  en una inflorescencia colgante de 30 a 45 cm de largo, con muchas flores, de 8 a 20, fragantes, cerosas con un color marrón rosáceo, con forma de  sacacorchos en espiral. La floración se produce en el otoño y el invierno.

## Distribución y hábitat
Se encuentra en Etiopía, Kenia, Tanzania, Mozambique y Sudáfrica, Guinea, Nigeria, Sierra Leona, Burundi, República Centroafricana, Ruanda, República Democrática del Congo, Etiopía, Sudán, Kenia, Tanzania, Uganda, Malaui, Mozambique, Zambia, Zimbabue y Natal en Sudáfrica y el sur de Angola y Madagascar en el corcho de árboles altos en el dosel, pero aún en grandes ramas y troncos, así como viejos arbustos y pequeños árboles en los bosques cálidos con lluvias de temporada alta o en  seco en zonas fluviales, se producen a una altitud de 200 a 1500 m s. n. m.

## Cultivo
Esta especie se produce mejor colgada y con alto grado de humedad, sombra moderada, de clima caliente a altas temperaturas y un largo invierno seco de descanso, con  aumento de luz para llegar mejor a la floración.

## Taxonomía
Aerangis kotschyana fue descrita por (Rchb.f.) Schltr. y publicado en Beihefte zum Botanischen Centralblatt 36: 118. 1918.
Etimología
El nombre del género Aerangis procede de las palabras griegas: aer = (aire) y angos = (urna), en referencia a la forma del labelo.
kotschyana: epíteto otorgado en honor de  Kotschy (Recolector de orquídeas alemán en Sudán en el siglo XIX)".
Sinonimia
- Aerangis grantii (Bateman ex Baker) Schltr. 1918;
- Aerangis kotschyi Rchb.f. 1881;
- Angraecum kotschyanum Rchb.f. 1864;
- Angraecum grantii Bateman ex Baker 1875;
- Angraecum kotschyi Rchb.f. 1880;
- Angraecum semipedale Rendle & Rolfe 1895;
- Rhaphidorhynchus kotschyi (Rchb.f.) Finet 1907[1][3][4]